# Manzanilla (Huelva)
Manzanilla és un poble de la província de Huelva (Andalusia), que pertany a la comarca d'El Condado de Huelva.
| 1996 | 1998 | 1999 | 2000 | 2001 | 2002 | 2003 | 2004 | 2005 |
| ---- | ---- | ---- | ---- | ---- | ---- | ---- | ---- | ---- |
| 2523 | 2519 | 2507 | 2504 | 2518 | 2468 | 2432 | 2421 | 2384 |